# 인사이트 아시아 - 인간의 땅
《인사이트 아시아 - 인간의 땅》(A Human Land, 이하 《인간의 땅》)은 한국방송공사와 FNS(Frontline News Service)가 제작하여 2009년 6월 21일부터 방영 중인 인사이트 아시아 시리즈의 4번째 다큐멘터리이다. 아시아인들의 삶을 조명한 작품으로 총 5부작으로 구성되어 있으며, 이병헌, 감우성, 김상경, 유지태가 내레이션을 맡았다.
2006년에 KBS가 공모한 20억 프로젝트에 당선된 작품으로 인사이트 아시아 시리즈의 다큐멘터리 중 가장 많은 제작비가 소요되었으며, 2006년 7월부터 이 프로그램을 제작하기 시작해 2009년 5월에 모든 촬영과 제작을 마쳤다.

## 방송 내용 및 제작진
| 《아프가니스탄 - 살아남은 자들》 - 방송일시 : 2009년 6월 21일 일요일 20시 - 연출: 강경란 PD - 글·구성: 김옥영 작가 - 내레이션: 이병헌 - 촬영감독: Toru Yokota, 김태곤 - 사진: Toru Yokota, 강경란 | 《방글라데시 치타공 - 철까마귀의 날들》 - 방송일시 : 2009년 7월 19일 일요일 20시 - 연출: 박봉남 PD - 글·구성: 문예원 작가 - 내레이션: 감우성 - 촬영감독: 서연택 - 사진: Saiful Hug Omi | 《아르메니아 - 바람이 씻어간 노래》 - 방송일시 : 2009년 10월 16일 금요일 24시 - 연출: 박봉남 PD - 글·구성: 김옥영 작가 - 내레이션: 김상경 - 촬영감독: 장상일, 박성호, 서연택 - 사진: 성남훈 |

| 《미얀마 - 슬픈 정글》 - 방송일시 : 2009년 12월 4일 금요일 24시 - 연출: 강경란 PD - 글·구성: 김옥영 작가 - 내레이션: 유지태 - 촬영감독: 오정옥, 김태곤, Toru Yokota - 사진: James Delano, 이정용 | 《네팔 - 히말라야의 딸》 - 방송일시 : 2009년 12월 18일 금요일 24시 - 연출: 안중섭 PD - 글·구성: 문예원 작가 - 내레이션: 감우성 - 촬영감독: 강효헌, 김선령 - 사진: 김영희 |  |